# Domencíolo (sobrinho de Focas)
Domencíolo (em grego: Δομεντζίολος; romaniz.: Domentziolus ou Δομνιτζίολος, Domnitziolus) foi um sobrinho do imperador bizantino Focas (r. 602–610), nomeado curopalata e general no Oriente durante o reinado de seu tio. Foi um dos líderes militares bizantinos seniores durante os estágios iniciais da guerra bizantino-sassânida de 602-628. Suas derrotas abriram caminho para a queda da Mesopotâmia e Armênia e a invasão da Anatólia pelos persas. Em 610, Focas foi destronado por Heráclio (r. 610–641), e Domencíolo foi capturado, mas escapou de danos graves.

## Biografia

### Família

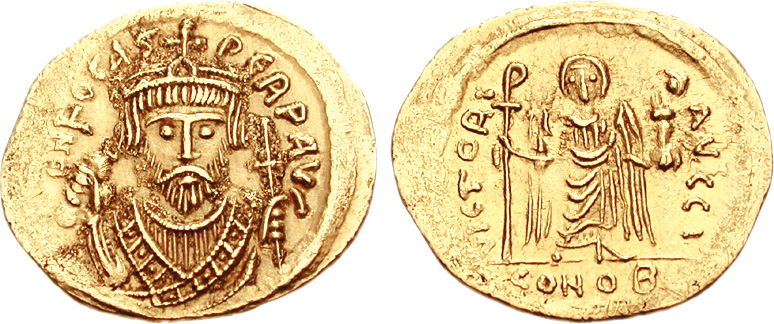
Soldo do imperador Focas r.

Seu parentesco exato é incerto: Focas tinha dois irmãos conhecidos, Comencíolo e outro também chamado Domencíolo, que por vezes foi sugerido como o pai do jovem Domencíolo. Logo após a ascensão de Focas, em 603, o jovem Domencíolo foi elevado ao título de homem gloriosíssimo (vir gloriosissimus), patrício e curopalata. Segundo a hagiografia de Teodoro de Siceão, Domencíolo foi casado com uma senhora chamada Irene e teve três filhos. Elizabeth Dawes resume o conto como se segue: "Domencíolo, patrício e curopalata, pediu a Teodoro para visitá-lo em Arcadiana. Sua esposa Irene não tinha filhos: o santo abençoou-a e prometeu-lhe três crianças —  e elas serão meninos. Todos os escravos e escravas da casa foram levados a Teodoro para receberem sua bênção. Uma escrava estava doente há muito tempo, perturbada por um demônio escondido. [Teodoro] Bateu em seu peito e o demônio declarou-se. Depois o santo deitou-a no chão, colocou seu pé no pescoço dela, voltou seus olhos para leste e proferiu uma oração silenciosa. No final de sua oração recitou em voz alta a doxologia da Santíssima Trindade. Por algum tempo, a escrava emudeceu e depois ficou completamente curada. Mais tarde Irene deu à luz três filhos, como o santo havia profetizado. A concepção de seu primeiro filho seguiu-se imediatamente à oração do santo. O imperador e o patriarca disseram adeus para Teodoro e ele retornou para seu mosteiro." Tendo em conta que Teodoro morreu em 613, o episódio teria ocorrido antes dessa data.

### General no Oriente

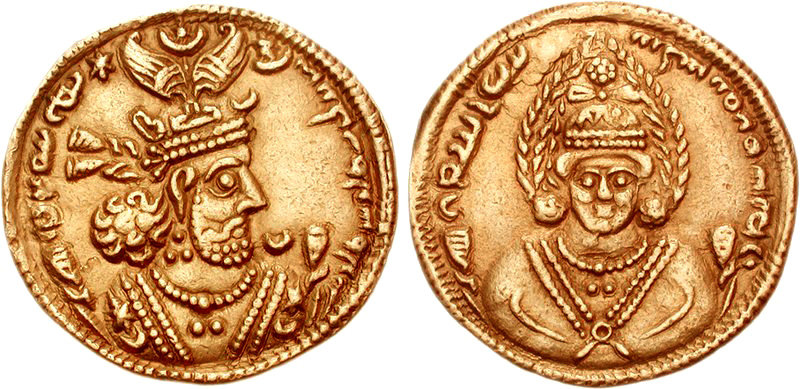
Dinar de r.

Fronteira romano-persa na Antiguidade Tardia

A elevação de Focas ao trono não tinha sido reconhecida pelo xá sassânida Cosroes II (r. 590–628) nem por Narses, o governador bizantino da província da Mesopotâmia. Os dois haviam se aliado contra Focas, com Narses reunindo suas forças em Edessa  enquanto esperava os reforços sassânidas. Em 604, Focas nomeou Domencíolo mestre dos soldados do Oriente (magister militum per Orientem) e enviou-o contra os persas. Seus predecessores, Germano e Leôncio, tinham sido ambos derrotados, o primeiro, morto em batalha e o último, chamado de volta e preso por Focas. De acordo com a vida de São Teodoro de Siceão, Domencíolo caiu em uma emboscada persa, mas logrou escapar. Em 604/5, cercou Narses e suas tropas e persuadiu-o a se render depois de garantir-lhe sua segurança pessoal. Focas, no entanto, executou Narses queimando-o vivo. Mais ou menos na mesma época, Dara, uma importante cidade bizantina na Mesopotâmia, caiu para os persas. Cosroes foi encorajado a, ao invés de simplesmente atacar as províncias bizantinas, tentar conquistá-las. Em 607, lançou invasões simultâneas na Mesopotâmia e Armênia.
Com as forças bizantinas no fronte persa tendo já sofrido pesadas baixas em conflitos anteriores, Domencíolo foi incapaz de opor-se aos raides sassânidas durante o ano de 605. Houve também poucas chances para novos reforços. Focas tinha concluído tratados de paz com os lombardos e ávaros em uma tentativa de assegurar o controle das províncias da península Itálica e dos Bálcãs. Ele já havia retirado a maioria das suas forças militares dos Bálcãs, enviando-as para a frente persa. Mas esta decisão mostrou-se falha e o império sofreu uma invasão eslava, pondo em risco Tessalônica. Enquanto uma força persa, sob Sarbaro, logrou garantir o controle de Amida, Domencíolo concentrou seus esforços em Saíno, outro oficial persa, mas foi duramente derrotado nas proximidades de Teodosiópolis e os persas conseguiram recuperar a maior parte da Armênia, que tinha sido cedida para os bizantinos em 591. Em 608, Sarbaro e Saíno continuaram seus respectivos esforços para conquistar a Mesopotâmia e Armênia. Em 609, a conquista sassânida da Mesopotâmia e Armênia estava quase completa. Saíno liderou uma invasão da Capadócia. As forças de Domencíolo foram evitadas pelos persas, e foi um outro parente de Focas, Sérgio, possivelmente o mestre dos soldados da Armênia (magister militum per Armeniam), que tentou enfrentar os invasores e acabou morto em combate. Saíno conseguiu capturar Cesareia, a principal cidade da área, e suas forças podiam lançar raides "por todo o caminho até Calcedônia" na Bitínia, nos arredores de Constantinopla.

### Queda do regime

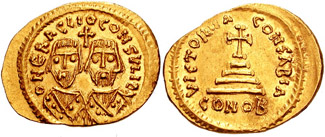
Soldo de e Heráclio, ambos com trajes consulares. Ca. 608

Enquanto isso, outra frente foi aberta. O Exarcado da África, governado por Heráclio, o Velho, tinha se revoltado contra Focas. A situação em 609-610 estava quase se tornando desesperada para Domencíolo e todos os leais a Focas. Suas defesas contra os sassânidas tinham falhado: havia forças persas na Mesopotâmia, Armênia, Síria e províncias anatólicas. As forças rebeldes bizantinas mantinham a África e o Egito. Os eslavos ocupavam o norte da Prefeitura pretoriana da Ilíria. Em Tessalônica e em várias cidades da Anatólia e da Síria, os Azuis e Verdes, os dois principais times das corridas de bigas, estavam em conflito aberto. Em áreas da Síria, os judeus estavam em revolta e linchando os cristãos. Até em Constantinopla as multidões zombavam de Focas por seu amor pela bebida, insinuando que era bêbedo.
Em 610, Sarbaro estava se aproximando de Antioquia, mas o fronte persa, ao contrário dos rebeldes na África, não era uma ameaça imediata. Tendo assegurado controle do Egito, Heráclio invadiu a Síria e Chipre, ao mesmo tempo que uma grande frota comandada por seu filho, Heráclio, o Jovem, partiu para Constantinopla. Os defensores da Sicília, Creta e Tessalônica juntaram-se à sua campanha. Os rebeldes alcançaram Constantinopla em outubro e as únicas forças disponíveis para Focas defender a cidade eram os excubitores e as forças irregulares dos Azuis e Verdes. Prisco, o comandante dos excubitores, escolheu esse momento para revelar sua lealdade a Heráclio, tendo aparentemente conspirado em segredo durante algum tempo. Os Verdes também mudaram de lado e Constantinopla caiu com relativa facilidade. Heráclio, o Jovem tornou-se o novo imperador bizantino e Focas foi executado, junto com vários de seus parentes e aliados. Domencíolo também foi sentenciado à morte, mas foi perdoado e liberado após a intercessão de Teodoro de Siceão. Nada mais se sabe sobre ele depois disso.